# Braune Nachtbaumnatter

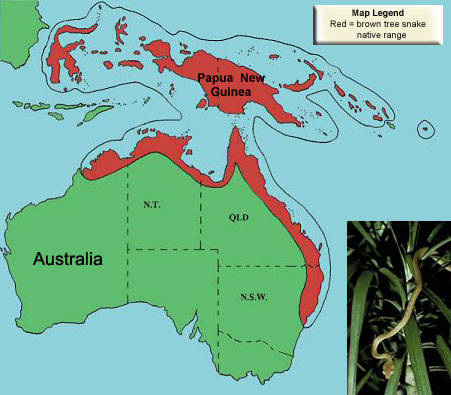
Verbreitungsgebiet der Braunen Nachtbaumnatter

Die Braune Nachtbaumnatter (Boiga irregularis) ist eine auf Neuguinea, den Salomonen, vielen Inseln des Südpazifiks sowie in Australien heimische Natter der Gattung Nachtbaumnattern (Boiga). Wie die anderen Arten der Gattung ist die Natter giftig, wird also gemeinhin den Trugnattern zugeordnet. Als Neozoon mit stark negativer Wirkung auf das Ökosystem verschiedener Inseln, insbesondere auf Guam, wird sie als invasive Spezies eingeordnet.

## Merkmale

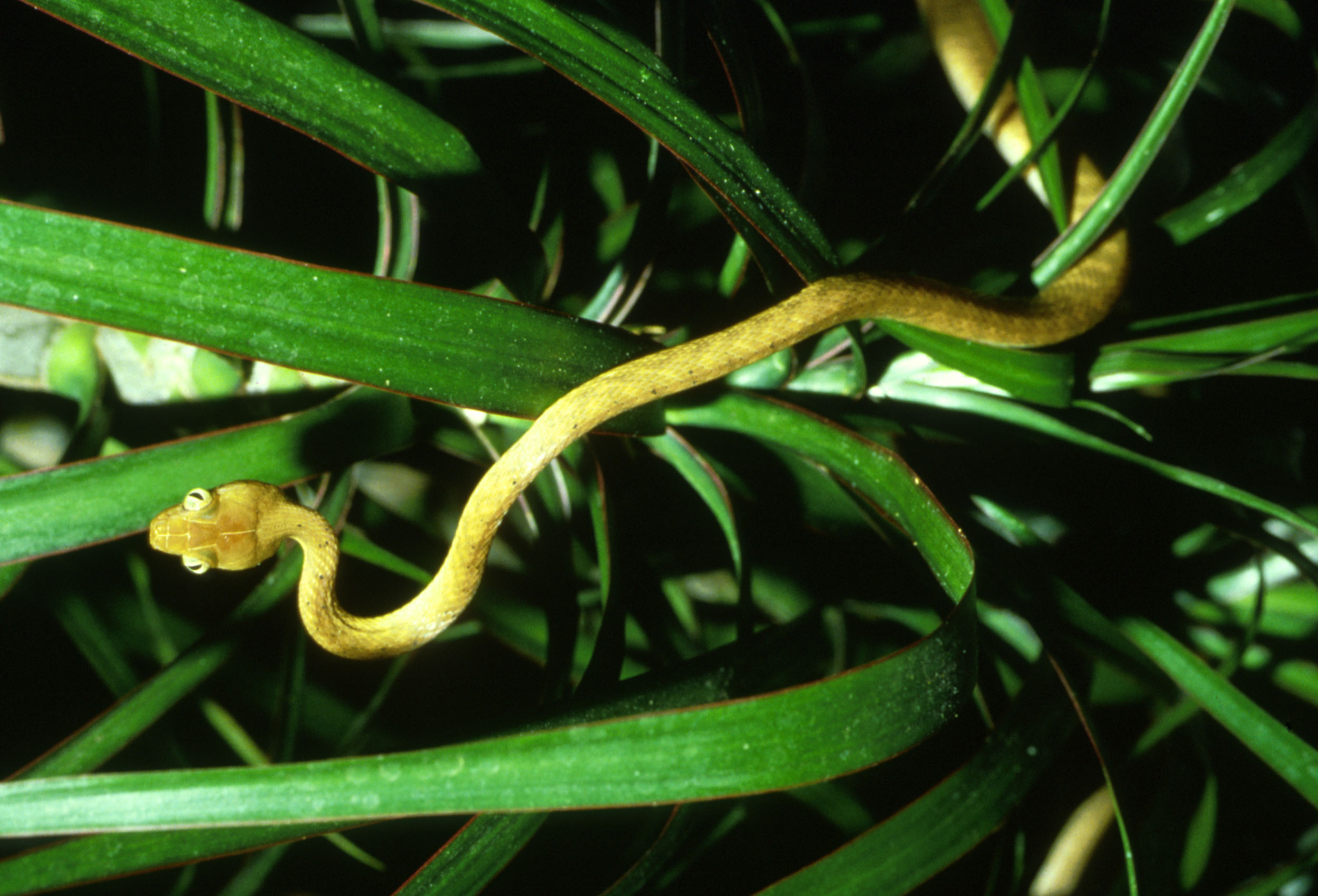
Jungtier mit hervorstehenden Augen

### Körperbau und Größe
Der Kopf ist proportional zum Körper sehr breit und stark abgesetzt; der Kopf ist für eine Schlange dieser Länge jedoch nicht ungewöhnlich groß, sondern der Rumpf ungewöhnlich schlank. Die Schnauze ist kurz, und die Pupillen sind typisch für nachtaktive Schuppenkriechtiere schlitzförmig. Die proportional großen Augen, die besonders bei Jungtieren stark hervorstehen, brachten der Braunen Nachtbaumnatter in Australien den umgangssprachlichen Namen Doll’s Eye („Puppenauge“) ein. Der Schwanz macht nur 21 % der Gesamtlänge aus und ist somit für baumbewohnende Schlangen verhältnismäßig kurz. In den Körperproportionen ist kein Geschlechtsdimorphismus ersichtlich.
Die Körpergröße jedoch ist zwischen den Geschlechtern stark unterschiedlich. Das größte je vermessene Männchen von Guam war ca. 3,1 m lang, das längste bekannte Weibchen nur 1,9 m. Dies sind jedoch Ausnahmen, die durchschnittliche Länge der Männchen auf Guam beträgt 2,1 m, die der Weibchen 1,5 m. Hinzu kommt, dass die Population auf Guam offenbar überdurchschnittlich großwüchsig ist – das längste bekannte Männchen aus Australien war nur rund 1,8 m lang. Das Gewicht ist aufgrund des schlanken Körperbaus vergleichsweise niedrig. Bei 1 m langen Exemplaren beträgt es im Schnitt 1 kg.
Die Zähne sind mittellang. Die hintersten Zähne im Oberkiefer sind verlängert und haben eine Rille zur Giftübertragung (opistoglyphe Zähne). Daher gehört die Braune Nachtbaumnatter zu den Trugnattern, die jedoch kein monophyletisches Taxon darstellen.

### Färbung
Das Artepitheton irregularis („unregelmäßig“) bezieht sich auf die extrem variable Färbung der Art. Normalerweise zeigt die Art einen variablen, einheitlichen Braunton. Bei nicht wenigen Exemplaren gibt es eine undeutliche bis klar abgegrenzte, dunkle Bänderzeichnung. In Australien kann die Bänderung jedoch auch weiß, rot oder blau sein.

### Beschuppung
Braune Nachtbaumnattern haben fast immer nur ein Präoculare, auf den Salomonen gelegentlich auch 2; Postoculare sind stets vorhanden. Das Frontale ist etwa so weit von der Schnauzenspitze entfernt, wie es lang ist. Außerdem finden sich am Kopf 1–4 Temporale, 8–12 Supralabiale und 10–16 Infralabiale sowie eine Lorealschuppe, die Nasale von Präoculare trennt. Quer um den mittleren Körper sind 17–25 Schuppenreihen ausgebildet, an anderen Partien des Körpers weniger. Das Anale ist meist ungeteilt, auf Neuguinea wurden Nachtbaumnattern sowohl mit geteilten als auch ungeteilten Analen gefunden. Subcaudale gibt es 65–130. Sie sind bei allen Braunen Nachtbaumnattern in den Salomonen und den meisten Exemplaren in Australien geteilt, ansonsten sind sie nicht geteilt.
Zur Terminologie der Schuppen siehe auch den Artikel Schlangenbeschuppung.

## Verbreitung und Lebensraum
Die Art ist die am weitesten südlich und östlich vorkommende Vertreterin der Nachtbaumnattern. Die westlichsten Vorkommen liegen auf den Molukken, und östlich der Wallace-Linie erstreckt sich das Verbreitungsgebiet über Sulawesi, Neuguinea und die nördlichen und östlichen Teile Australiens bis auf die Salomonen. Braune Nachtbaumnattern fehlen jedoch auf den Kleinen Sunda-Inseln. Am häufigsten ist die Art in feucht-warmen Wäldern und im Regenwald. Deutlich seltener kommt sie auch in Gras- und Buschlandschaften vor. Braune Nachtbaumnattern dringen auch in suburbane und urbane Räume vor. Die Verbreitung wird durch klimatische Faktoren beschränkt: In Australien dringt die Schlange weder ins Landesinnere noch nach Westen vor, da es dort zu trocken und zu heiß ist. Die südlichste Grenze der Verbreitung in Australien ist bei Sydney, wo auch erstmals Frost vorkommen kann. In Neuguinea kommt sie bis in Höhen von 1375 m vor, darüber setzt die Möglichkeit von Frost ein.

## Ernährung

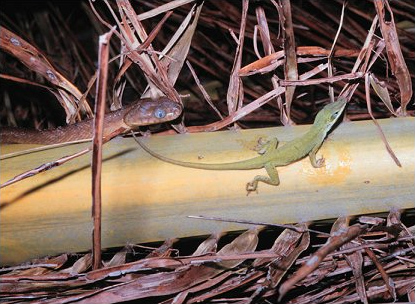
Braune Nachtbaumnatter auf Guam pirscht sich an einen Rotkehlanolis (Anolis carolinensis) an. Dieser Anolis stammt ursprünglich aus dem Südosten der USA und wurde ebenfalls auf Guam eingeführt.

Braune Nachtbaumnattern sind keine Nahrungsspezialisten und ernähren sich von Echsen, Fröschen, kleinen Säugetieren (Nagetiere und Fledertiere), Vögeln und Vogeleiern. Jungtiere bevorzugen kleine Echsen, während die ausgewachsenen Nattern vor allem endothermer Beute (Säuger, Vögel) nachstellen. Große Nachtbaumnattern auf großen Inseln oder dem Festland (Neuguinea, Australien) erjagen vor allem Säugetiere, während große Exemplare auf kleinen Inseln meist Vögel erbeuten. Dies hängt wahrscheinlich mit der Verfügbarkeit der jeweiligen Beute im Habitat zusammen. Auf Guam wurden in Mägen von Braunen Nachtbaumnattern im Regenwald fast keine Vögel mehr gefunden, da diese schon nahezu komplett ausgerottet sind. Den absoluten Hauptanteil machen nun kleine Echsen aus, meist kleine Geckos, ebenso wie die Natter eingeführte Anolis und bei auf dem Boden jagenden Schlangen vor allem der Skink Carlia fusca. In urbanen Lebensräumen steigt der Anteil von Vögeln (oft Hühner und Küken) und Säugetieren wie Ratten wieder an, da sich diese Arten hier besser behaupten können oder bessere Lebensbedingungen vorfinden.
Die Braune Nachtbaumnatter sucht nachts nach Nahrung, meist in Bäumen. Nur sehr große Exemplare suchen am Boden nach Nahrung, womöglich weil sie für die Jagd auf Bäumen zu schwerfällig sind. Schnelle, aktive Beute wie Geckos und Ratten werden aus dem Hinterhalt angegriffen. Sehr gerne greifen Braune Nachtbaumnattern tagaktive Echsen an, die ohne Deckung auf Bäumen schlafen – die in der natürlichen Verbreitung der Nachtbaumnatter vorkommenden Echsen suchen sich deshalb meist Verstecke. Der ebenfalls auf Guam eingeführte Rotkehlanolis gehört zu den wichtigsten Beutetieren, da er ohne Deckung schläft und sich annähernde Nattern nicht bemerkt. Er ist in einigen Regionen von Guam nur noch in urbanen Räumen zu finden. Um inaktive Echsen und Vogeleier zu finden, suchen die Schlangen langsam kriechend und züngelnd großflächige Gebiete ab.
Das Gift spielt beim Beutefang generell keine Rolle; kleine Beutetiere werden direkt geschluckt, große Beutetiere erwürgt. Wie die großen Augen andeuten, spielt die visuelle Wahrnehmung bei der Braunen Nachtbaumnatter neben dem Züngeln eine wichtige Rolle bei der Jagd.
Die Braune Nachtbaumnatter kann Beutetiere von bis zu 70 % ihres eigenen Gewichts verschlingen und benötigt im Monat etwa 40 % ihres eigenen Gewichts an Nahrung.

## Fortbewegung
Nach Beobachtungen US-amerikanischer Biologen hat die Braune Nachtbaumnatter eine Klettertechnik, die bis dahin (2021) von keiner anderen kletternden Schlange beschrieben wurde. Sie wurde „Lasso-Bewegung“ (lasso locomotion) genannt und ermöglicht der Schlange das Erklimmen zylinderförmiger Objekte. Dabei sind Kopf und vorderer Rumpf nach oben gerichtet, während der restliche Körper das Objekt in einer Art Schlaufe umschließt. Durch wellenartige Bewegungen, die durch die Schlaufe laufen, kann sich die Schlange langsam am Objekt hinauf ziehen. Diese Art der Fortbewegung ist für die Schlange sehr anstrengend, ermöglicht ihr aber, Bäume mit besonders glatter Rinde erklettern zu können und dabei auch die ofenrohrartigen Vorrichtungen zu überwinden, die auf Guam zum Schutz bedrohter Vogelarten angebracht wurden. Die Wissenschaftler bringen diese Klettermethode auch in Zusammenhang mit der Fähigkeit der Schlangen, auf Strommasten zu klettern, und mit den dadurch immer wieder verursachten Stromausfällen auf Guam.

## Bedeutung als Neozoon

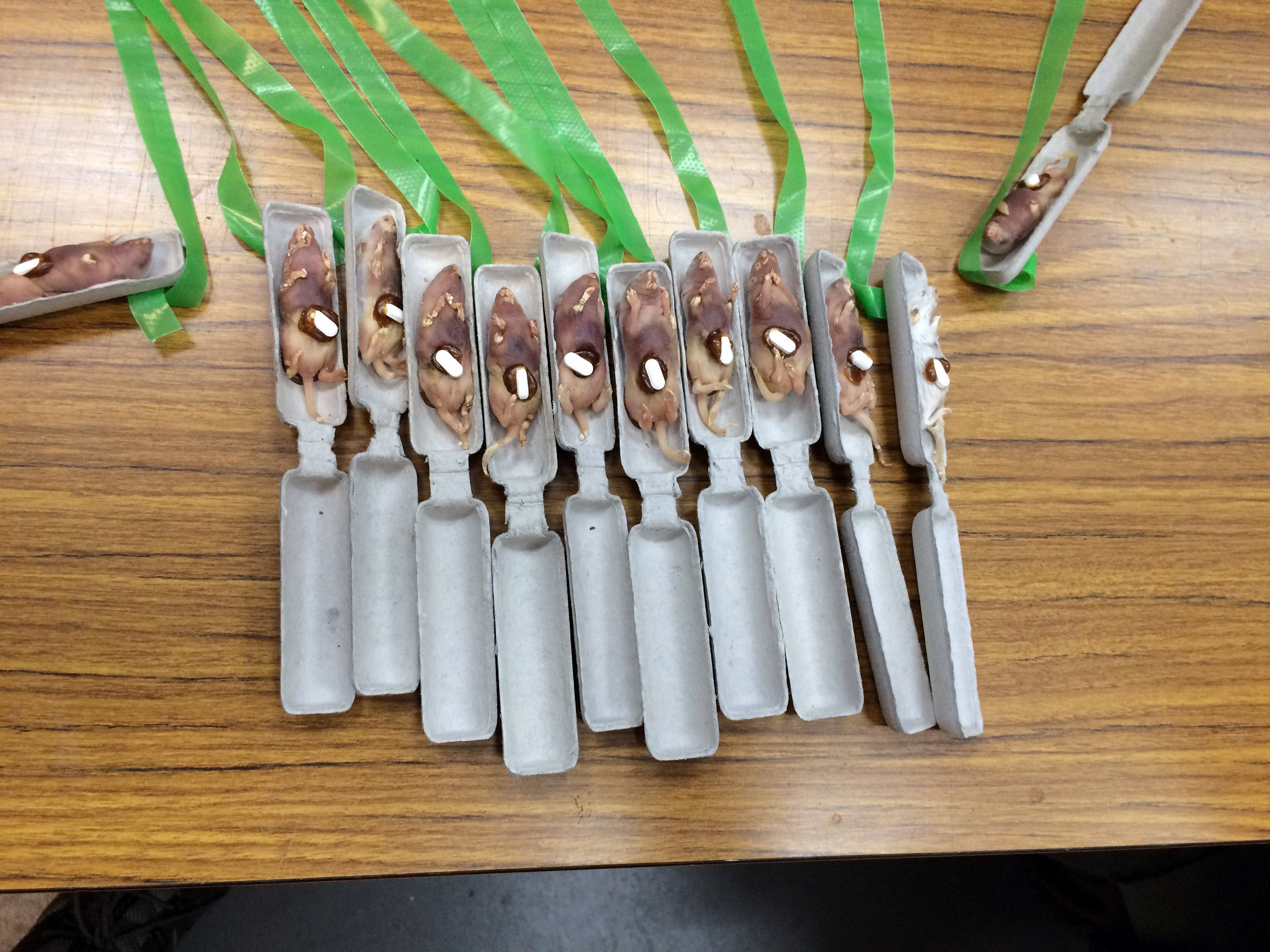
Auf Guam eingesetzter Köder, bestehend aus einer biologisch abbaubaren temporären Hülle mit einer darin fixierten toten Maus mit 80 mg Paracetamol. Der Köder ist so konstruiert, dass sich die Hülle öffnet und sich im Astwerk von Bäumen verfangen soll, wo die Schlangen leben

Auf einige Pazifikinseln wurde die Braune Nachtbaumnatter durch Menschen eingeschleppt, wo sie sich aufgrund fehlender Feinde ausbreitete und als invasive Art betrachtet wird. Nach der Einschleppung nach Guam, wahrscheinlich durch Truppentransporte während des Zweiten Weltkrieges oder in den 1950er Jahren, kam es durch das Fehlen von natürlichen Feinden zu einer starken Vermehrung der Schlangen. Heute leben auf der Insel etwa 10.000 bis 13.000 Individuen dieser Art pro Quadratkilometer. Dies hatte eine verheerende Wirkung auf die Fauna und Flora der Insel: Innerhalb weniger Jahre waren die meisten Vogelarten und andere Kleintiere der Insel, die als Beutetiere der Schlange in Frage kamen, ausgestorben. Bis heute (Stand 2008) sind zehn der zwölf auf Guam ansässigen Vogelarten ausgestorben, die beiden verbleibenden Arten wurden durch das schädliche Einwirken der Schlange jeweils bereits auf weniger als 200 Exemplare dezimiert. Als Folge der weitreichenden Ausrottung der Vögel ist nun auch die Flora Guams bedroht, da Vögel für einen großen Teil der Pflanzen eine entscheidende Rolle bei der Verbreitung ihrer Samen spielen. Es wird versucht, die Schlangen mittels aus Helikoptern abgeworfener toter Mäuse zu bekämpfen. Diese Köder werden zuvor mit Paracetamol versehen. Der Wirkstoff ist für Schlangen bereits in geringen Dosen tödlich, und der Tod tritt weitgehend schmerzfrei ein.
Ebenfalls eingeschleppt wurde die Braune Nachtbaumnatter bereits vor 1980 in Hawaii, wo sie ebenfalls indigene Tiere bedroht; allein die Kosten für durch Schlangen verursachte Schäden an Elektroinstallationen überstiegen im Zeitraum 1978–1997 jährlich etwa 4,5 Millionen Dollar.

## Schlangengift
Die Braune Nachtbaumnatter ist wie die anderen Arten der Nachtbaumnattern giftig. Ihre Zähne im hinteren Bereich des Oberkiefers sind vergrößert und mit einer Rinne für das Gift aus den Giftdrüsen versehen (opistoglyphe Giftzähne). Die Schlange ist als aggressiv bekannt und beißt bei Bedrohung häufig ohne Warnung zu und zieht sich danach meistens direkt wieder zurück.
Das Gift ist ein Neurotoxin, welches beim Menschen zu leichten Lähmungen und zu einer Ptosis führen kann. Zumeist werden jedoch nur lokale Symptome an der Bissstelle (Schwellung, Schmerz) beobachtet. Todesfälle sind nicht bekannt.

## Einzelbelege
1. 1 2 3 4 5 6 7  Gordon H. Rodda, Julie A. Savidge: Biology and impacts of Pacific island invasive species. 2. Boiga irregularis, the brown tree snake (Reptilia: Colubridae) 1. In: Pacific Science Band 61, Nr. 3, 2007, S. 307–324 (PDF-Datei; 526 kB).
2. 1 2 3 4 5 6 7  G. H. Rodda et al.: An overview of the biology of the brown tree snake (Bioga irregularis), a costly introduced pest on Pacific Islands. In: G. H. Rodda, Y. Sawai, D. Chiszar, Hiroshi Tanaka (Hrsg.): Problem Snake Management: The Habu and Brown Treesnake. Cornell University Press, Ithaca 1999, ISBN 0-8014-3507-2
3. ↑  N. L. Anderson et al.: Thermoregulation in a nocturnal, tropical, arboreal snake. In: Journal of Herpetology Band 39, Nr. 1, 2005, S. 82–90.
4. ↑  Julie A. Savidge, Thomas F. Seibert, Martin Kastner, Bruce C. Jayne: Lasso locomotion expands the climbing repertoire of snakes. In: Current Biology. Band 31, Nr. 1, 2021, doi:10.1016/j.cub.2020.11.050.
Martin Vieweg: Lasso-Klettermethode bei Schlangen entdeckt. In: wissenschaft.de. 11. Januar 2021, abgerufen am 10. Februar 2021.
5. 1 2  Hawaii Invasive Species Council: Brown tree snake, abgerufen am 9. Februar 2017.
6. ↑  J. E. Hill et al., in einem Beitrag auf dem Jahrestreffen der Ökologischen Gesellschaft von Amerika, Milwaukee 2008. Siehe auch: Die Terrorschlange von Guam. Auf: wissenschaft.de vom 9. August 2008.
7. ↑  J. A. Shivik, P. J. Savarie, L. Clark: Aerial delivery of baits to brown treesnakes. In: Wildlife Society Bulletin Band 30, Nr. 4, 2002, S. 1062–1067.
8. ↑  Mice join fight against invasive snakes on Guam
9. ↑  University of Adelaide, Clinical Toxinology Resources: Boiga irregularis (aufgerufen am 8. Juli 2018)